# Микроклимат
Микроклимат се нарича климатът на неголяма територия от земната повърхност, който се различава от климатите на съседните територии и се обуславя от микромащабни особености на релефа, като наличието на водоеми, малки форми на релефа като хълмове и долини, почви и растително разнообразие, жилищни постройки и други.
С понятието е възприето да се означават специфичните метеорологични и климатични характеристики на определен район (участък от район, част от поле, посев и т.н.), които се различават от възприетата за региона характеристика по някои или всички метеорологични показатели и климатичните им особености се формират най-вече в зависимост от подстилащата повърхност, но и под влияние на други фактори. Микроклиматичните особености зависят от типа време, като могат да се усилват или отслабват при различни атмосферни условия.
За разлика от микроклимата, климатът на големи територии, който се формира под влияние на климатообразуващи фактори от голям мащаб, се нарича макроклимат.

## Микроклимат в земеделието
Микроклимат от гледна точка на земеделието може да бъде установен на различни нива:
- Микроклимат на цели райони (понякога с площ 100 – 200 km²);
- Мезоклимат на участък от район с пресечена местност;
- Микроклимат на посева;
- Микроклимат на моделни посеви.

Агрометеорологията изучава също така:
- Микроклимат на лъките и долините;
- Микроклимат на варовитите терени;
- Микроклимат на язовирите и езерата;
- Микроклимат на горите;
- Микроклимат на заселените пространства.

### Микроклимат на цели райони
- Микроклиматичните особености на такива райони следва да се възприемат по-скоро за мезоклимат или местен климат, тъй като причините, които го формират, са и атмосферни. Една част от тези райони нямат значимо значение за земеделието. Такъв район например е формиран около с. Сенокос, където годишната сума на валежите ежегодно превишава тази за Добруджанското плато с над 50 – 100 mm.
- Други райони са известни с възможността там да се отглеждат специфични култури – например района на Царево за производство на южни подправки, района на Поморие за производство на киви, района на Петрич - за производство на портокали и т.н.
- Трети райони са известни с производството на селскостопанска продукция с особено качество. Например районите на Стралджа, Брезово и Карлово за производство на гроздовия сорт Червен мискет и съответно на сухи вина от този сорт с особено качество; районът на Мелник, където се отглежда сортът Широка мелнишка лоза и се правят специфични трапезни червени вина; района на Казанлък, в който вирее маслодайната роза с отлично качество на маслото и др.

### Мезоклимат на участък от район с пресечена местност
Във всяко землище могат да се намерят полета или участъци с различно ориентирани склонове. Това предполага влияние на комплекс от фактори:
- Различно нагряване от слънцето в зависимост от ориентацията и полегатостта на склона, от което следват различия в топлинната характеристика, различия при разтопяване на снега, в крайна сметка различия в продължителоността на вегетационния период на културите;
- Различия в температурната амплитуда между склоновете и ниските части на терена, от което следват особености, свързани с условията за презимуване на културите, рискове от слани и т.н. В пресечените местности са характерни и чести орографските инверсии, при които студеният въздух се стича по склона и заема котловините. Ето защо именно в котловините се създават условия за най-късни пролетни и най-ранни есенни слани;
- Микрорелефът влияе върху измененията в скоростта и посоката на вятъра. Често явление е посоката на вятъра да се пречупи до 25°, а през зимата – до 45°. Тези отклонения обясняват факта, че преобладаващите ветрове в долините обикновено са с посока по дължината на долината. Вятърът от своя страна е в основата на различното разпределение на валежите в местността, а през зимните месеци – на образуването на оголени от сняг терени и на навявания (преспи);
- При пресечена местност се създават условия за увеличена сума на валежите на по-високите възвишения. Местното засилване на вертикалните въздушни течения, както и преразпределението на валежите от ветровете, са причина за добавъчна кондензация на водни пари и оттам увеличена облачност (напр. северните склонове на Родопите, наречени Родопска яка, на които се отглеждат хиляди декари десертни сортове грозде, както и сортът за трапезно вино Мавруд);
- Склоновете с различно изложение се различават помежду си по отношение на изпарението и оттам на почвената влага. Изпарението е най-високо по южните склонове и най-ниско по северните. С най-малко почвена влага се отличават горните части на склона и влагозапасяването нараства по посока на долината (низината).

### Микроклимат на посева
При еднакъв релеф и еднородна земна повърхност, растителната покривка стои в основата на микроклимата на 2 метра над повърхността на терена. Този микроклимат се нарича фитоклимат и зависи от следните условия: обща височина и биологична маса на посева; гъстота на посева, форма и показатели на листната повърхност (ЛПИ), интензивност на транспирацията.
Различията между микроклимата на посева спрямо микроклимата на поле заето с черна ураг стават по-значими с нарастване на вегетативната маса на растенията и намаляват към фаза зрялост. На повърхността на почвата, заета с посев, достига между 10 и 40% от сумарната слънчева радиация. Листата на повечето растения са полупрозрачни, една част от сл. радиация се поглъща от тях за нуждите на фотосинтезата, голямата част се отразява и се пропуска. Пропускането на слънчеви лъчи зависи от вида на растенията, от възрастта на листата (пожълтелите листа пропускат повече радиация) и т.н.
Въпреки погълнатата радиация, температурата на листата е по-ниска от температурата на въздуха тъй като се изразходва топлинна енергия за транспирация. При наличие на достатъчно влага в почвата, транспирацията от посев в интензивен растеж се доближава като количество до изпарението от воден басейн. Това води и до увеличаване на влажността на въздуха в рамките на посева, въпреки непрекъснатия въздухообмен.

### Микроклимат на моделни посеви
- Царевица
  - Спрямо черна ураг средната денонощна температура през периода изметляване – изсвиляване е по-висока с около 2°С, а сумата на ефективната температура на въздуха в посева е по-висока, между 100 и 170°С (в зависимост от хибрида);
  - При ясни нощи минималната температура е най-ниска във върха на посева, а най-висока в основата, което е обратно на поле с черна угар;
  - Относителната влажност на въздуха в посева е по-висока средно с 5 – 6%, като в обедните часове превишението достига 10 – 15%;
  - Скоростта на вятъра в посева намалява с 88% в основата на растенията, а на равнището на кочаните – средно с 50%.

- Домати (напоявани)
  - Средната денонощна температура в посева за вегетационния период е средно с 1,5 – 2°С по-висока от тази извън посева. При напояване се създава температурна инверсия, при което температурата на нивото на 1 – 2 съцветие става по-ниска от температурата на нивото на следващите съцветия. След просъхване на почвата се възстановява вертикалния температурен градиент. Вследствие на инверсията горните съцветия получават около 40 – 45°С по-голяма сума на ефективните температури. Максималните температури имат най-големи стойности на височината на първото съцветие, а най-ниски във върха на посева, като разликата може да достигне до 10 – 15°С;
  - Повишената влажност на въздуха и понижената температурна амплитуда в посева създават по-добри условия за протичане на процесите фотосинтеза, хранене и дишане.

## Микроклимат в строителството
Микроклиматът в строителството се нарича съвкупността от показатели на въздушната среда в помещенията: температура, относителна влажност на въздуха, шум, осветление, топлообмен, движение на въздуха, които имат значение за субективното усещане за комфорт. Микроклиматът в сградите се обуславя и създава чрез ориентирането на помещенията в благоприятни географски посоки, благоустрояване на прилежащите на сградата площи, вграждане при строителството на различни топлотехнически средства и изолации, монтиране на допълнителни устройства за отопление, вентилация, защита от пряка слънчева светлина и др.